# Kuzinellus
Kuzinellus är ett släkte av spindeldjur. Kuzinellus ingår i familjen Phytoseiidae.

## Dottertaxa tillKuzinellus, i alfabetisk ordning[1]
- Kuzinellus acanthus
- Kuzinellus adalesco
- Kuzinellus additionalis
- Kuzinellus aditus
- Kuzinellus affinis
- Kuzinellus andreae
- Kuzinellus blairi
- Kuzinellus bourbonensis
- Kuzinellus bregetovae
- Kuzinellus cardinis
- Kuzinellus carlosi
- Kuzinellus eastafricanus
- Kuzinellus ecclesiasticus
- Kuzinellus eddiei
- Kuzinellus elhariri
- Kuzinellus febriculus
- Kuzinellus hansherreni
- Kuzinellus hystricosus
- Kuzinellus ignavus
- Kuzinellus kuzini
- Kuzinellus loricatus
- Kuzinellus meritus
- Kuzinellus miniparvus
- Kuzinellus neosentus
- Kuzinellus neosoleiger
- Kuzinellus niloticus
- Kuzinellus obsis
- Kuzinellus operantis
- Kuzinellus palitans
- Kuzinellus parvus
- Kuzinellus prunusus
- Kuzinellus querellus
- Kuzinellus relentus
- Kuzinellus reticulatus
- Kuzinellus saharae
- Kuzinellus scytinus
- Kuzinellus sennarensis
- Kuzinellus sentus
- Kuzinellus sursum
- Kuzinellus torulosus
- Kuzinellus trisetus
- Kuzinellus wentzeli
- Kuzinellus vitreus
- Kuzinellus yokogawae